# Filosof (dokumentarfilm)
|  | Denne artikel er oprettet af botten Steenthbot ud fra en ekstern database. Den kan derfor have sproglige fejl eller mangler. Denne skabelon kan fjernes efter kontrol af indholdet. |

Filosof er en dansk dokumentarfilm fra 1996 instrueret af Claus Bohm efter eget manuskript.

## Handling
Claus Bohm: Hvad er en filosof? Hvordan ser han ud? Hvad tænker han? Hvordan siger han det? Denne film handler om fire originale, danske tænkere i vor tid. Hvor forskellige de end er, brænder de for spørgsmål, vi alle er fælles om: Hvad er mennesket, bevidstheden, eksistensen, sproget, myten, livets mening, døden og det gådefulde? Det er en portrætfilm og vi er tæt på det mest spændende i verden: et menneskes ansigt, ordets dramaturgi, sprogets mening. Filmen handler om en filosofisk og metafysisk tilgang til verden og derfor også om menneskets undren, erkendelse og smerte.

## Medvirkende
- Ole Fogh Kirkeby
- Villy Sørensen
- Hans-Jørgen Schanz
- Per Aage Brandt